# Francolinus lathami
O francolim-de-cara-branca (Francolinus lathami sin. Peliperdix lathami) é uma espécie de ave da família Phasianidae.
Pode ser encontrada nos seguintes países: Angola, Camarões, República Centro-Africana, República do Congo, República Democrática do Congo, Costa do Marfim, Guiné Equatorial, Gabão, Gana, Guiné, Libéria, Nigéria, Serra Leoa, Sudão, Tanzânia, Togo e Uganda.